# 방기선
방기선(方基善, 1965년~)은 대한민국의 경제 관료이다. 제13대 기획재정부 제1차관을 역임하였으며, 제8대 국무조정실장에 역임했다.

## 생애
서울대학교 경제학과를 졸업하고 34회 행정고시에 합격하여 공직을 시작했다. 기획재정부 복지예산과장과 국토해양예산과장, 경제예산심의관을 맡는 등 예산 업무를 주로 담당했으나 2017년 1차관실 산하 정책조정국장으로 자리를 옮기며 정책 분야에서도 중요 보직을 거쳤다. 정책조정국장 시절 혁신성장본부 팀장을 겸직하면서 규제 개선과 기업 투자 확대, 소상공인 현장 소통 등 혁신성장 지원을 위한 활동을 펼쳤다.
2019년 문재인 정부에서 기획재정부 차관보로 임명되어 코로나 위기 극복에 기여했다. 특히 코로나19 발생 초기 상황에서 마스크 대란 대응과 200조원 규모의 금융지원 대책 등 실무를 총괄했다. 일본의 수출 규제를 계기로 화두가 된 국내 소재·부품·장비 안정 대책 수립 과정에도 기여했다.
2022년 5월 윤석열 정부에서 기획재정부 제1차관에 임명되었다. 2023년 8월 장관급 국무조정실장으로 발탁되었다.

## 학력
- 한성고등학교 졸업
- 서울대학교 사회과학대학 경제학 학사
- 미주리 주립대학교 대학원 경제학 박사

## 경력
- 1990 제34회 행정고시 합격
- 1993.5 경제기획원 장관실 비서관
- 1994.12 재정경제원 경제정책국 종합정책과
- 1998.12 재정경제부 경제정책국 경제분석과
- 1999.9 기획예산처 예산관리국 관리총괄과
- 2002.3 기획예산처 기금정책국 기금총괄과
- 2003.4 동북아경제중심추진위원회 과장
- 2004.4 기획예산처 재정기획실 산업재정3과장
- 2005.5 기획예산처 재정전략실 성장동력팀장
- 2007.7 기획예산처 정책기획팀장
- 2008.3 대통령비서실 경제금융비서관실 행정관
- 2010.2 기획재정부 예산실 국토해양예산장
- 2011.1 기획재정부 예산실 복지예산장
- 2012.1 주로스앤젤레스 대한민국 총영사관 부총영사
- 2014.11 대통령비서실 경제수석실 선임행정관
- 2016.11 기획재정부 예산실 경제예산심의관
- 2017.9 기획재정부 정책조정국장
- 2019.1~2021.1 기획재정부 차관보
- 2021.2~2022.5 아시아개발은행 상임이사
- 2022.5~2023.8: 기획재정부 제1차관
- 2022.5~2023.8: 대통령 소속 경제사회노동위원회 운영위원회 정부위원
- 2022.5~2023.8 저출산고령사회위원회 운영위원회 정부위원
- 2022.11~2023.8: 국가우주위원회 위원
- 2023.8~2025.6: 제8대 국무조정실장
- 2023.8~2025.6: 대통령 직속 국가지식재산위원회 당연직 위원
- 2023.8~2025.6: 2050 탄소중립녹색성장위원회 당연직 위원
- 2023.8~2025.6: 국민통합위원회 당연직 위원
- 2023.8~2025.6: 대통령 직속 지방시대위원회 당연직 위원
- 2025.6~2025.6: 국정기획위원회 부위원장

## 평가
상황 판단이 빠르고 위기 대응 능력을 갖췄다는 평가를 받는다. 사안을 종합적으로 판단해 이해관계를 조정하는 데도 능한 것으로 알려졌다. 상대방의 의견을 귀담아듣는 소탈한 성품이고 합리적인 리더십으로 신망이 높아 기획재정부 직원들이 직접 선정하는 '닮고 싶은 상사'에 선정됐다. 기획재정부 직원들이 투표를 통해 선정하는 '닮고 싶은 상사'로  2011년, 2017년, 2018년 세 차례 선정돼 '명예의 전당'에 올랐다.